# Where No Life Dwells
Where No Life Dwells debitantski je studijski album švedskog death metal-sastava Unleashed. Diskografska kuća Century Media Records objavila ga je 1. svibnja 1991. Producirao ga je Waldemar Sorychta, koji je također producirao druge albume kuče Century Media, poput albuma Lacuna Coil.

## Popis pjesama
Tekstovi i glazba: Johnny Hedlund, osim gdje je navedeno drugačije. 
| 1.    | »Where No Life Dwells« (instrumentalna skladba) | Fredrik Lindgren | 0:47 |
| 2.    | »Dead Forever«                                  |                  | 3:00 |
| 3.    | »Before the Creation of Timee«                  |                  | 3:48 |
| 4.    | »For They Shall Be Slain«                       |                  | 3:20 |
| 5.    | »If They Had Eyes«                              |                  | 3:52 |
| 6.    | »The Dark One«                                  |                  | 3:39 |
| 7.    | »Into Glory Ride«                               |                  | 3:21 |
| 8.    | »...and the Laughter Has Died«                  |                  | 3:22 |
| 9.    | »Unleashed«                                     |                  | 3:25 |
| 10.   | »Violent Ecstasy«                               |                  | 3:13 |
| 11.   | »Where Life Ends«                               |                  | 4:56 |
| 36:43 |                                                 |                  |      |

## Recenzije
Jason Anderson sa stranice AllMusic dodijelio je albumu četiri od pet zvjezdice, napisavši: "Čist i entuzijastičan, ovaj disk svira poput audio udžbenika za one koji su zainteresirani za stanje i dizajn ranih '90-ih death metal ekscesa... Što se tiče debitanskog albuma death metala, ovo je vrlo dojmljiv iz stilski kratkovidnog, ali glazbeno dosljednog Unleashed."

## Zasluge
| Unleashed - Johnny – bas-gitara, vokal - Anders – bubnjevi - Tomas – gitara - Fredrik – gitara | Ostalo osoblje - Waldemar Sorychta – produkcija - Jens Schmidt – fotografije - Robert Kampf – izvršna produkcija - Siggi Bemm – inženjer zvuka - Axel Hermann – naslovnica |